# Општина Кород (Галац)
Кород (рум. Corod) општина је у Румунији у округу Галац.
Oпштина се налази на надморској висини од 130 m.